# Nesogale dobsoni
Nesogale dobsoni is een zoogdier uit de familie van de tenreks (Tenrecidae). De wetenschappelijke naam van de soort werd voor het eerst geldig gepubliceerd door Thomas in 1884.
In 2016 werd de soort verplaatst vanuit het geslacht Microgale naar het geslacht Nesogale.